# Morgenland (Naturdenkmal)
Morgenland ist ein Naturdenkmal auf dem Gebiet der Gemeinden Rudná pod Pradědem (Vogelseifen) und Malá Morávka (Klein Mohrau) in Tschechien. Die Unterschutzstellung erfolgte 2002 wegen des Vorkommens mehrerer Orchideenarten.

## Lage
Das Schutzgebiet liegt reichlich zwei Kilometer östlich des Dorfes Malá Morávka im Niederen Gesenke (Nízký Jeseník) an einer Wegegabelung, an der der Weg nach Podlesí (Wiedergrün) vom Fahrweg zwischen der Wüstung Morgenland und der Bahnstation Rudná pod Pradědem abzweigt. Nördlich erhebt sich die Barbora (Barbara, 819 m. n.m.), im Südwesten der Skalisko (Trampusfels, 797 m n.m.) und  nordwestlich der Železný vrch (Drahtberg, 859 m n.m.).
Umliegende Orte sind Podlesí im Nordosten, Stará Rudná (Alt Vogelseifen) im Osten, Nová Rudná (Neu Vogelseifen) im Südosten, Malá Morávka im Westen sowie die Wüstung Morgenland (Ranná) im Nordwesten.

## Beschreibung
Das nach der 500 m nordwestlich gelegenen Wüstung Morgenland benannte Naturdenkmal umfasst eine Fläche von 1,8304 ha und befindet sich in einem leicht nach Osten abfallenden Gelände. Der weitaus größte Teil des Schutzgebietes liegt auf der Gemarkung Nová Rudná (Neu Vogelseifen), ein schmaler Randstreifen von 0,1422 ha im Nordwesten auf der Gemarkung Malá Morávka.
Die Fläche besteht überwiegend aus Feuchtwiesen und mesophilem Grünland mit vereinzelten Bäumen und Sträuchern sowie Baumgruppen. Der nördliche Teil ist mit Mischwald als Ausläufer des Waldgebietes am Oberlauf des Černý potok (Schwarzbach) bestanden.
Entsprechend den hydropedologischen Bedingungen sind unterschiedliche Pflanzengesellschaften vorzufinden. Die feuchtesten Bereiche sind den Filipendulion- und Calthenion-Gesellschaften zuzuordnen; hier sind der Behaarte Kälberkropf und das Echte Mädesüß vorherrschend. Im südwestlichen, an ein außerhalb des Schutzgebietes gelegenes Waldstück angrenzenden trockeneren Teil sind Arrhenatherion-Gesellschaften mit Glatthafer, Klee und Rotschwingel vorzufinden.
Im Morgenland vorkommende geschützte Pflanzenarten sind Prächtiges Knabenkraut, Breitblättriges Knabenkraut, Mücken-Händelwurz und Weiße Waldhyazinthe.
Das Naturdenkmal wird von der Agentura ochrany přírody a krajiny ČR, Regionální pracoviště Olomoucko verwaltet. Die Grünlandbereiche werden jährlich gemäht.